# Sukamarga (Rantau Alai)
Sukamarga is een bestuurslaag in het regentschap Ogan Ilir van de provincie Zuid-Sumatra, Indonesië. Sukamarga telt 733 inwoners (volkstelling 2010).